# Ashok Leyland Stallion
Ashok Leyland Stallion — сімейство вантажних автомобілів виробництва Ashok Leyland Defence Systems (ALDS) для індійських збройних сил, що розроблені на основі Ford Cargo в 1987 році.

## 4х4
Ashok Leyland Stallion MkIII вантажопідйомністю 5 тонн має повний привод 4х4 дизельний двигун Ashok Leyland W06DT потужністю 160 к.с. при 2400 об/хв і 6-ст. МКПП виробництва ZF. MkIV — вдосконалена версія MkIII. Двигун став потужнішим і розвиває 177 к.с., коробка передач — 6-ступінчаста ZF, вантажопідйомність 5 тонн.

## 6х6
Ashok Leyland Stallion HMV (High Mobility Vehicle) вантажопідйомністю 5 тонн має повний привод 6х6 дизельний двигун потужністю 260 к.с. і 6-ст. МКПП виробництва ZF. В 2012 році модель модернізували.
Ashok Leyland також виготовляє Super Stallion 6x6 з 6-циліндровим двигуном сімейства Neptune потужністю 360 к.с., вантажопідйомність 10 тонн. На виставці DefExpo 2014 в Індії представлена оновлена модель з кабіною від моделі Captain.